# Spathanthus bicolor
Spathanthus bicolor là một loài thực vật có hoa trong họ Rapateaceae. Loài này được Ducke miêu tả khoa học đầu tiên năm 1935.